# Amicles
|  | Aquest article tracta sobre l'antiga ciutat de Lacònia. Si cerqueu l rei d'Esparta, vegeu «Amicles (rei d'Esparta)». |

Amicles (en llatí Amyclae, en grec Ἀμύκλαι) era una antiga ciutat de Lacònia situada a la riba dreta del riu Eurotes, i a 20 estadis del sud d'Esparta en una zona que destacava per l'abundància dels seus boscos i la seva fertilitat, segons Polibi.
La seva fundació s'atribueix al rei Amiclas, fill de Lacedèmon i pare de Jacint. La ciutat va ser residència de Tindàreu i de Càstor i Pòl·lux, que tenien també el nom de "els germans d'Amicles", segons Pausànies.
Homer la menciona a la Ilíada, al "Catàleg de les naus" i diu que era una de les ciutats que va marxar a Troia amb Menelau. Va mantenir la seva independència com a ciutat dels aqueus fins molt de temps després de la conquesta del Peloponès pels doris. La tradició diu que els descendents d'Hèracles van conquerir el Peloponès i la ciutat d'Amicles va ser cedida pels doris a Filònom que la va repoblar amb colons d'Imbros i Lemnos, però no hi ha dubte de què els aqueus es van mantenir a la ciutat amb una certa independència d'Esparta. Després de la primera guerra messènica va ser conquerida pel rei Telecle d'Esparta. Una tradició que recull Virgili a l'Eneida diu que els habitants d'Amicles s'havien alarmat tant sovint amb avisos d'atacs imminents per part de l'enemic, que van aprovar una llei prohibint que ningú mencionés mai cap mena d'atac. Quan van arribar els espartans ningú no va gosar a donar avís, i Amicles es va perdre "pel seu silenci". Sota el domini espartà va perdre importància destacant només pel festival de les Hiacíntia que se celebrava cada any, i per la colossal estàtua d'Apol·lo que s'alçava al temple de la ciutat, anomenat Apol·lo Amicleu. El tron sobre el que descansava aquesta estàtua va ser esculpit per Baticles, el famós escultor de Magnèsia del Meandre, adornada amb un gran nombre de baixos relleus dels que parla Pausànies.
Alguns autors consideren que correspon a la moderna Sklavokhóri, fundada al segle xiv pels eslaus, però segurament la ciutat estava més propera a Esparta, i la nova ciutat es va construir aprofitant pedres de l'antic assentament.